# Salix obscura
Salix obscura — вид квіткових рослин із родини вербових (Salicaceae).

## Морфологічна характеристика
Це кущ до 2 метрів заввишки. Гілочки спочатку запушені, потім ± голі, брудно-сірувато-чорні. Листкова ніжка коротка; листкова пластинка від вузько-еліптичної до вузько-видовженої, 3–4 × 1–1.5 см у молодих плодах, абаксіально (низ) майже блакитнувато-сіра, шовковисто запушена, злегка блискуча, адаксіально тьмяно-зелена, іноді шовковисто запушена, край цільний, верхівка загострена. Жіночі сережки ≈ 2.5 × 1 см, сидячі. Жіноча квітка: зав'язь яйцювата чи вузько-яйцювата, повстиста, сидяча. Коробочка волосиста, сидяча.

## Середовище проживання
Тибет, Непал, гімалайська Індія. Населяє гірські схили, уздовж струмків; на висоті ≈ 3000 метрів.